# Ierarhie digitală sincronă
Ierarhia digitală sincronă (notată prescurtat SDH, de la engl. Synchronous Digital Hierarchy) este o interfață de transmisiune optică la debit înalt, folosită de operatorii telecom din Europa pentru multiplexarea unor afluenți de ordin imediat inferior. Spre deosbire de vechiul standard PDH acești afluenți au debite binare riguros identice, de aceea sunt numiți afluenți sincroni. Debitul digital este transferat folosind lasere și diode electroluminiscente (LED-uri).
Standardul este cunoscut în America de Nord – de unde a și fost preluat de Uniunea Internațională a Telecomunicațiilor (UIT) – sub denumirea de rețea optică sincronă (engleză Synchronous optical networking, prescurtat SONET).
Unul dintre obiectivele acestei ierarhii a fost compatibilitatea cu sistemul PDH (ierarhia digitală plesiocronă), dat fiind că noul sistem ierarhic urma să fie implementat progresiv și trebuia să conviețuiască în paralel cu ierarhia plesiocronă deja implementată. Din acest motiv, departamentul de standardizare al UIT a normat procesul de transfer al cadrelor de tip vechi în noul sistem. În SDH cadrul bazic este STM-1 (modul de transport sincron 1), cu o viteză de 155 Mbps.